# سجن الرملة
سجن الرملة أو سجن ايالون هو سجن تابع لمصلحة السجون الإسرائيلية يقع في منطقة الرملة (اللواء الأوسط على بعد 38 كم شمال غرب القدس)، وهو واحد من خمسة سجون تابعة لمصلحة السجون يتم منحها أعلى مستوى من الأمن وبحسب إسرائيل فإن كل من يوضع بداخل هذا السجن هو مصنف على مستوى عالٍ من الخطر.
تم افتتاح السجن في عام 1950 ، وتم بناؤه على طراز قلاع تيغارد. ويضم السجن 625 زنزانة مقسمة إلى 15 جناحا ، منها جناح عزل للسجناء في الحبس الانفرادي مفصولا عن باقي السجن الذي يضم سجناء.